# Palmadusta diluculum
Palmadusta diluculum – gatunek porcelanki. Osiąga od 11 do 36 mm, przeciętny okaz mierzy około 20–25 mm. Należy do grupy niewielkich porcelanek z rodzaju Palmadusta. Jej piękne muszle wzbudzają wśród ludzi podziw i zaciekawienie – wszystko za sprawą jakby „rozmazanego” wzoru, który przez odkrywcę tego gatunku został skojarzony z obrazem nieba podczas świtania.

## Występowanie
Palmadusta diluculum zasiedla rejony wód koło wschodniej Afryki oraz Sri Lanki.